# Destroyer of Worlds
A Destroyer of Worlds a svéd Bathory tizedik nagylemeze, mely 2001-ben jelent meg. Minden hangszert egyedül Quorthon játszott fel. Zeneileg a korai idők éppúgy megjelennek, mint a viking metalos közelmúlt vagy a Requiem és az Octagon thrash metalja. A lemezen hallható néhány erősebb momentum ellenére ez az anyag sem éri el a klasszikusok színvonalát.

## Számlista
1. Lake of Fire – 5:43
2. Destroyer of Worlds – 4:51
3. Ode – 6:27
4. Bleeding – 3:55
5. Pestilence – 6:50
6. 109 – 3:36
7. Death from Above – 4:35
8. Krom – 2:50
9. Liberty & Justice – 3:52
10. Kill Kill Kill – 3:09
11. Sudden Death – 3:19
12. White Bones – 8:35
13. Day of Wrath – 8:15

## Közreműködők
- Quorthon - gitár, ének, basszusgitár, dob, ütőhangszerek